# Taxning

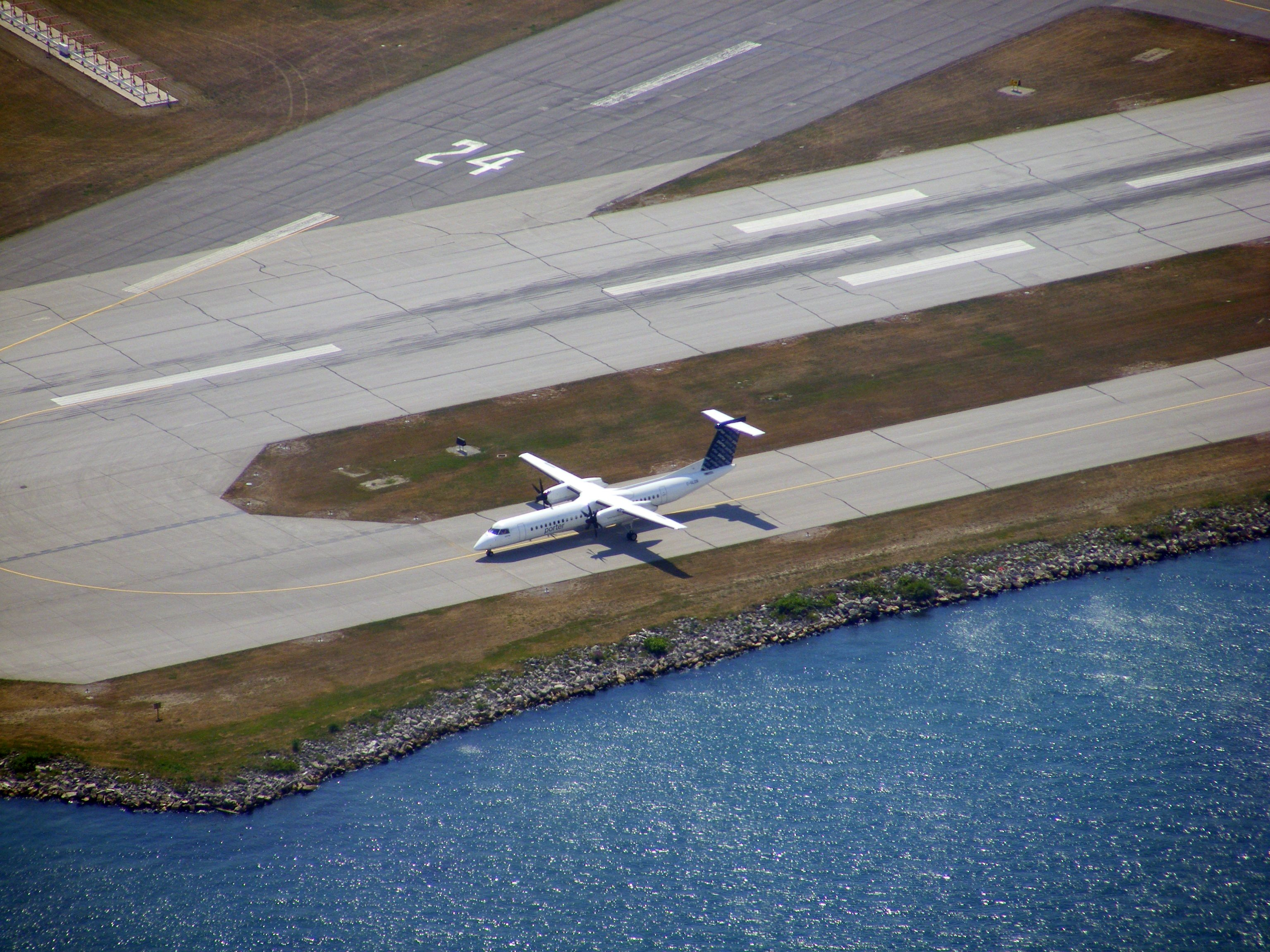
En Bombardier Dash 8 taxar på Toronto City Centre Airport.

Taxning (verb: taxa) innebär ett luftfartygs förflyttning av egen kraft på mark eller vatten på en flygplats, med undantag av start och landning. För helikopter innefattas förflyttningshovring. Flygplan taxar vanligtvis i 16-19 knop (30-35 km/h). Genom att taxa långsamt säkerställs att planet kan stoppas snabbt och risken minskar för hjulskador på större flygplan om de av misstag svänger av den belagda ytan.